# Primeira etapa de Curitiba da Stock Car Brasil de 2006
A Etapa de Curitiba foi a segunda corrida da temporada de 2006 da Stock Car Brasil. O vencedor foi Antônio Jorge Neto.

## Corrida
| Pos | Nº | Piloto             | Equipe               | Voltas | Tempo/Aband. | Grid | Pontos |
| --- | -- | ------------------ | -------------------- | ------ | ------------ | ---- | ------ |
| 1   |    | Antonio Jorge Neto | RC Competições       | 32     | 50min17s246  |      | 25     |
| 2   |    | Hoover Orsi        | Amir Nasr Racing     | 32     | + 1s087      |      | 20     |
| 3   |    | Giuliano Losacco   | A. Mattheis          | 32     | + 1s236      |      | 16     |
| 4   |    | Thiago Camilo      | Vogel Motorsport     | 32     | + 3s701      |      | 14     |
| 5   |    | Pedro Gomes        | Gomesport            | 32     | + 5s414      |      | 12     |
| 6   |    | Popó Bueno         | Hot Car Competições  | 32     | + 5s682      |      | 10     |
| 7   |    | Alceu Feldmann     | Boettger Competições | 32     | + 6s023      |      | 9      |
| 8   |    | Ingo Hoffmann      | AMG Motorsport       | 32     | + 6s763      |      | 8      |
| 9   |    | Duda Pamplona      | Officer Motorsport   | 32     | + 7s335      |      | 7      |
| 10  |    | Guto Negrão        | Medley - A. Mattheis | 32     | + 7s470      |      | 6      |
| 11  |    | Ruben Fontes       | JF Racing            | 32     | + 9s246      |      | 5      |
| 12  |    | Wanderley Reck Jr. | MT Racing            | 32     | + 11s310     |      | 4      |
| 13  |    | Ricardo Etchenique | Nascar Motorsport    | 32     | + 13s176     |      | 3      |
| 14  |    | Nonô Figueiredo    | Scuderia 111         | 32     | + 13s351     |      | 2      |
| 15  |    | Felipe Gama        | Scuderia 111         | 32     | + 13s995     |      | 1      |
| 16  |    | Wagner Ebrahim     | L&M Racing           | 32     | + 14s073     |      |        |
| 17  |    | Gualter Salles     | Vogel Motorsport     | 32     | + 22s501     |      |        |
| 18  |    | Luciano Burti      | Action Power         | 31     | + 1 volta    |      |        |
| 19  |    | Felipe Maluhy      | Avallone Motorsport  | 31     | + 1 volta    |      |        |